# Trnavské automobilové závody

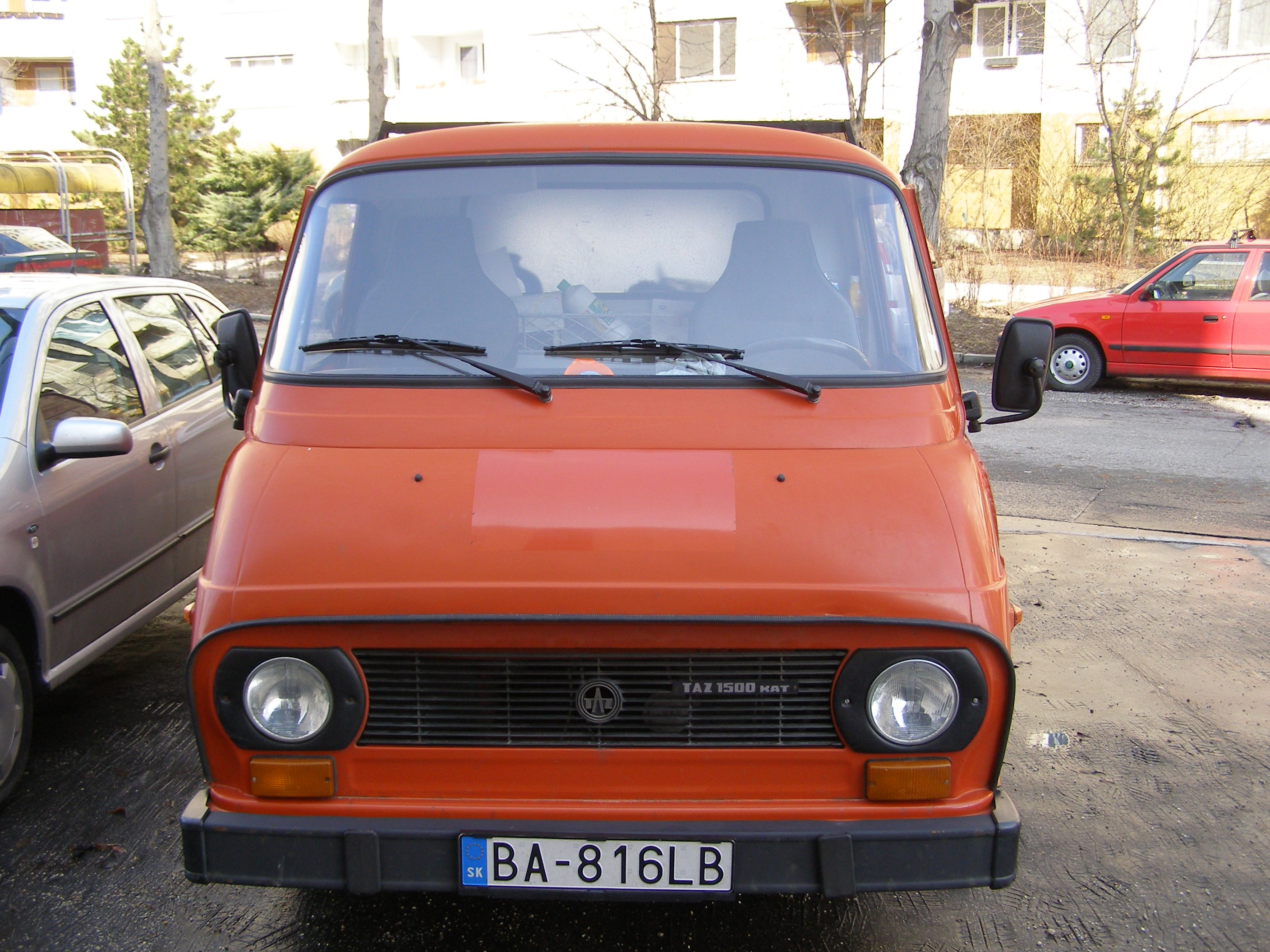
Automobil TAZ 1500

TAZ (Trnavské automobilové závody) je již neexistující slovenská automobilka, sídlící v Trnavě. Výroba automobilů Tatra Agro, automobilů na bázi užitkového vozu Škoda 1203/TAZ 1500, komponentů pro nákladní vozy Praga a malé nákladní automobily Microcar M19. 
Výroba zastaralých vozů, která původně nesla značku Škoda, později Škoda TAZ a od roku 1993 jenom TAZ, byla ukončena až v roce 1999.

Automobilka byla patronátním podnikem fotbalového klubu FC Spartak Trnava, který nesl v letech 1967–1988 oficiální název TJ Spartak TAZ Trnava.